# The Impossibles
The Impossibles (no Brasil, Os Impossíveis) foi uma série de desenho animado produzida  pelos estúdios Hanna-Barbera em 1966, que narrava as aventuras de uma banda de rock, formada por três rapazes que estavam sempre fazendo shows pelo mundo, e que combatia o crime nas horas vagas. Impossíveis era tanto o nome da banda quanto o nome do grupo de heróis.

## História
No dia 10 de setembro de 1966 o estúdio da Hanna-Barbera lançava mais um clássico dos desenhos animados baseado nos costumes da época, dessa vez o estúdio explorava com ironia duas modas da década de 1960, os grupos de rock e os super-heróis. O desenho animado Os Impossíveis era exibido na rede norte-americana CBS.
Inicialmente, o nome seria The Incredibles, e os primeiros storyboards ainda mostram este título, mas acabou sendo mudado para The Impossibles.
Possui 36 episódios e se transformou em histórias em quadrinhos no final da década de 1960, produzidas pela editora norte-americana "Gold Key" e foram publicadas no Brasil em 1967 pela Editora O Cruzeiro e depois no almanaque "Heróis da TV" da Editora Abril.

## Desenho
Desenho sobre uma banda de rock dos anos 60, com as suas roupas estilosas e penteados modernos (baseado nos Beatles) para a época, mas que se transformava em um grupo de super-heróis ao enfrentarem algum vilão. O seu palco móvel se transformava em um carro voador, o Impossimóvel, e então combatiam o crime após gritarem a famosa frase: "E vamos nós…" ("Hally Ho!")

## Personagens
- Coil o Homem-Mola (Coil Man) - Era o líder do grupo e capaz de transformar os braços e as pernas em molas. Baixinho e gordinho, era sempre o ídolo de todos os meninos baixinhos e gordinhos que assistiam a série.
- Multi-Homens (Multi Man) - Criava múltiplas cópias de si mesmo. Passava a imagem do desligado da turma, com o cabelo sempre cobrindo seus olhos e possuía um escudo com a letra "M". Sempre falava para o vilão: "Você pegou todos, menos o original"
- Homem-Fluido (Fluid Man) -  Podia transformar-se em líquido. Usava uma máscara de mergulho completamente inútil, pois eram seus companheiros que precisariam de máscaras. Tinha como bordão o grito: "e vamos nós!".
- Big D - Chefe do trio. Sempre que um super-vilão entrava em cena, ele chamava o grupo para lutar contra o crime, entrando em contato com eles através de um visor na guitarra de Coil (Homem-Mola).

## Dubladores

### Nos Estados Unidos
- Coil, o Homem-Mola: Hal Smith
- Homem-Fluido: Paul Frees
- Multi-Homens: Don Messick
- Narrador: Paul Frees

### No Brasil
- Coil, o Homem-Mola: Gastão Renné
- Homem-Fluido: Older Cazarré
- Multi-Homens: Carlos Alberto Vaccari
- Narrador: Ibrahim Barchini